# Espiritu Santo
 Ovo je glavno značenje pojma Espiritu Santo. Za otok u Salvadoru pogledajte Espiritu Santo (Salvador).
Espiritu Santo (hrv. Duh Sveti) - najveći otok u Vanuatuu, ima površinu od 3 955,5 km². Dio je arhipelaga u Melaneziji.
Luganville je naselje na jugoistočnoj obali otoka i drugo po veličini u Vanuatuu. Na zapadu se nalazi najviši vrh Vanautua s 1879 m visine po imenu Tabwemasana.
Portugalski istraživač Pedro Fernandes de Queirós, koji je radio za španjolsku krunu, osnovao je prvo naselje na sjeveru ovoga otoka 1606., godine. Queirós je dao ime "La Austrialia del Espiritu Santo" cijeloj grupi otoka.
Tijekom Drugog svjetskog rata, na otoku je bila velika vojna baza SAD-a i njenih saveznika. 